# 日典 (大石寺)
日典（にってん、慶長16年12月15日（1612年1月17日） - 貞享3年9月21日（1686年11月6日））は、日蓮正宗総本山大石寺第20世法主。

## 略歴
- 慶長16年12月15日（1612年1月17日）、誕生。
- 承応元年（1652年）11月15日、19世日舜より法の相承を受け、20世日典として登座す。
- 延宝元年（1673年）、法を21世日忍に付嘱した。
- 貞享3年（1686年）9月21日、76歳で死去した。

| 先代 日舜 | 大石寺住職一覧 | 次代 日忍 |